# Lobelia tenera
Lobelia tenera är en klockväxtart som beskrevs av Carl Sigismund Kunth. Lobelia tenera ingår i släktet lobelior, och familjen klockväxter. Inga underarter finns listade i Catalogue of Life.